# Alexandre Zurawski
Alexandre Zurawski (Campo Erê, 1 de abril de 1998), más conocido como Alemão, es un futbolista brasileño que juega como delantero en el C. F. Pachuca de la Primera División de México.

## Trayectoria
En 2017 se unió al C. A. Metropolitano. Después de eso, jugó en el Kyoto Sanga F. C. y tras su paso por Japón regresó a Brasil donde militó en equipos como el Avaí F. C. o el S. C. Internacional. En sus primeros meses en este equipo anotó nueve goles en 36 partidos y en octubre de 2022 renovó hasta diciembre de 2025.
En julio de 2023 fue cedido al Real Oviedo para la temporada 2023-24. El 30 de junio de 2024 el conjunto carbayón anunció su continuidad en calidad de cedido por una temporada más. En ella ayudó al equipo a conseguir el ascenso a Primera División y en julio de 2025 fichó por C. F. Pachuca.

## Clubes
| Club                               | País   | Año       |
| ---------------------------------- | ------ | --------- |
| C. A. Metropolitano                | Brasil | 2017-2019 |
| Kyoto Sanga F. C. (cedido)         | Japón  | 2018      |
| Criciúma E. C. (cedido)            | Brasil | 2019      |
| Fluminense do Itaum (cedido)       | Brasil | 2019      |
| Avaí F. C.                         | Brasil | 2020-2022 |
| Grêmio Esportivo Juventus (cedido) | Brasil | 2021      |
| E. C. Novo Hamburgo (cedido)       | Brasil | 2022      |
| S. C. Internacional                | Brasil | 2022-2025 |
| Real Oviedo (cedido)               | España | 2023-2025 |
| C. F. Pachuca                      | México | 2025-     |